# António de Ávila Gomes
António de Ávila Gomes (Piedade, Lajes do Pico, 22 de Setembro de 1806 – Angra do Heroísmo, 7 de Maio de 1901) foi um grande proprietário rural e político. Miguelista na sua juventude, nunca foi entusiasta do regime liberal. No final da vida, tornou-se um dos mais articulados defensores da independência dos Açores na fase final da Primeira Campanha Autonómica. Publicou uma obra de síntese do seu pensamento separatista que parece apelar no fundo ao neocolonialismo de outras potências estrangeiras, como os Estados Unidos da América.

## Biografia
Era filho do Capitão António Gomes Leal e de Maria Laureana, ambos naturais da freguesia da Piedade, nas Lajes do Pico.
Do casamento com Maria José de Azevedo, foi pai dos comandantes Manuel e Amaro de Azevedo Gomes (ministro na Primeira República Portuguesa) e ainda de Francisco de Azevedo Gomes (sogro de Vitorino Nemésio).

## Obras publicadas
- A Independência Açoriana e seu Fundamento. Angra do Heroísmo, Typ. Minerva da Livraria Religiosa, 1892 (há uma edição fac-similada de 1975).